# 65 Cybele
65 Cybele eller 1949 YQ är en asteroid upptäckt 8 mars 1861 av den tyske astronomen E. W. Tempel vid Marseille-observatoriet. Asteroiden har fått sitt namn efter Kybele, det grekiska namnet på modergudinnan i den anatoliska kulturen.
Den tillhör och har givit namn åt asteroidgruppen Cybele.

## Måne?
Den 17 oktober 1979 observerades i Sovjetunionen när asteroiden ockulterade en stjärna. Observationerna tydde på att Cybele har en 11 km stor måne på ett avstånd av 917 km.